# 2015年亞洲冬季棒球聯盟
2015年亞洲冬季棒球聯盟（英語：Asia Winter Baseball League 2015），是由中華職棒大聯盟所主辦的第三屆亞洲冬季棒球聯盟賽事，此屆賽事也是2014年停辦一年後所復辦的第一屆賽事，共有四個不同的國家參賽，且分成五隊，參賽隊伍分別是中職聯隊、日職聯隊、中華培訓隊、韓職聯隊和首次參賽的歐洲聯隊，最終由中華培訓隊拿下本屆賽事的總冠軍。

## 賽制
- 比賽時間：2015年11月28日至12月20日，每週七日皆有比賽。
- 賽事：全季共46場賽事，包含四場季後挑戰賽，冠軍戰、季軍戰（排名戰）各一場。
- 延長賽制：例行賽、四場季後挑戰賽皆無延長賽，如無特殊狀況則需賽完九局。排名戰為無限延長制，兩場比賽皆需分出勝負。

## 賽事冠名
- 中職聯隊由台灣啤酒冠名參賽，因此本屆隊名為「台啤中職」。
- 中華培訓隊和歐洲聯隊由麗寶樂園冠名參賽，隊名分別為「麗寶中培」及「麗寶歐洲」。
- 福容大飯店冠名本屆冬季聯盟賽事。

## 各隊登錄球員

### 台啤中職
總教練：吳俊良（桃猿）
教練團：劉家豪（桃猿）、朱偉銘（兄弟）、許國隆（義大）、林明憲（兄弟）、曾翊誠（桃猿）、莊景賀（統一）
投　手：陳韻文（統一）、潘韋辰（兄弟）、蘇俊羽（桃猿）、王則鈞（兄弟）、邱浩鈞（統一）、范玉禹（義大）
　　　　郭恆孝（統一）、陳冠儒（義大）、游宗儒（桃猿）、葉文淇（桃猿）、林樺慶（桃猿）、許文錚（義大）
　　　　簡嘉佑（義大）、周　磊（兄弟）
捕　手：蔡友達（義大）、黃鈞聲（兄弟）、林明杰（兄弟）、郭峻偉（統一）
內野手：吳國豪（統一）、郭阜林（統一）、林承飛（桃猿）、方玄宗（義大）、羅國麟（義大）、林威廷（義大）
　　　　曾陶鎔（兄弟）、朱育賢（桃猿）、蘇緯達（兄弟）、梁家榮（桃猿）
外野手：陽耀勳（桃猿）、林王啟瑋（兄弟）、紀品宏（桃猿）、方昶詠（統一）、鄭鎧文（統一）
※備註1：統一原由捕手林志賢參加，後因受傷退出而改由郭峻偉遞補。
※備註2：桃猿林承飛因腰部拉傷退出，而改由之前請假未參加的陽耀勳遞補空缺，原先遞補陽位置的紀品宏則繼續參賽。

### 麗寶歐洲
總教練：Gilberto Gerali
教練團：Renny Duarte、Eugene Kingsale、Ivan J. Rodriguez
投　手：Milvio Andreozzi、Filippo Crepaldi、Diego Fabiani、Bryan Sheldon、Gianny Fracchiolla
　　　　Lars Huijer、Maikel Rietel、Robin Schel、Matz Schütte、Javier Sanchez
　　　　Owen Ozanich、Leonel Cespedes、Lucas Dickman、Daniel Thieben、Kruno Gojkovic
捕　手：Alessandro Deotto、Alberto Mineo、Chris Howard
內野手：Freddy Noguera、Luca Martone、Mattia Mercuri、Rashid Gerard、Kevin Weijgertse
　　　　Premek Chroust
外野手：Federico Giordani、Sebastiano Poma、Daniel Fernandes、Urving Kemp、Sam Buelens
　　　　Maik Ehmcke

### 日職聯隊
總教練：大森剛（巨人）
教練團：小川将俊（中日）、藤本敦士（阪神）、濱中治（阪神）、島田直也（橫濱）、会田有志（巨人）、高木康成（巨人）
　　　　斉藤宜之（養樂多）、入来祐作（軟銀）
投　手：柿田裕太（橫濱）、加治屋蓮（軟銀）、岩貞祐太（阪神）、飯塚悟史（橫濱）、今村信貴（巨人）、浜田智博（中日）
　　　　岡本健（軟銀）、児山祐斗（養樂多）、平良拳太郎（巨人）田面巧二郎（阪神）、岸本淳希（中日）　
捕　手：桂依央利（中日）、山川晃司（養樂多）、張本優大（軟銀）
內野手：高橋周平（中日）、山下幸輝（橫濱）、岡本和真（巨人）、陽川尚将（阪神）、和田恋（巨人）
外野手：友永翔太（中日）、横田慎太郎（阪神）、上林誠知（軟銀）、関根大気（橫濱）、真砂勇介（軟銀）、原泉（養樂多）

### 韓職聯隊
總教練：柳承安（警察）
教練團：金壽佶（警察）、金東建（警察）、金敬遠（斗山）、玄哲旼（巫師）、趙重槿（巫師）
投　手：尹榮三（警察）、申旻財（警察）、宋胤準（警察）、安圭賢（警察）、金賢宇（三星）、金喜援（尚武）
　　　　宋周殷（尚武）、李受珉（尚武）、許建燁（尚武）、車材龍（樂天）、閔成基（恐龍）
捕　手：金思勳（警察）、鄭敏佑（三星）、趙允晙（LG）
內野手：辛本基（警察）、安致弘（警察）、鄭　炫（尚武）、林東輝（英雄）、文珍堤（斗山）、黃大仁（起亞）
　　　　尹昇熱（韓華）
外野手：朴俊赫（警察）、李炅錄（警察）、李城坤（警察）、金到炫（警察）、田峻玗（警察）、李眞祏（飛龍）
　　　　裵炳玉（巫師）

### 麗寶中培
總教練：郭李建夫（開南）
教練團：林宗毅（台體）、余浩奕（開南）、謝大偉（嘉藥）、李軾揚（文化）
投　手：賴智垣（台體）、呂彥青（台體）、王玉譜（開南）、廖乙忠（體專）、吳丞哲（輔大）、黃子鵬（文化）
　　　　吳俊杰（開南）、劉昱言（開南）、曾　琦（國體）、林安可（文化）、黃騰宥（台體）、鄭鈞仁（輔大）
　　　　曹維揚（台體）、黃恩賜（台體）、黃逸鑫（國體）、許少綸（國體）、廖任磊（暫無）、陳育軒（國體）
　　　　賴清榮（康寧）、黃竣彥（高苑）。
捕　手：陳宗鈺（開南）、張閔勛（文化）、姚冠瑋（文化）、吳明鴻（文化）、高宇杰（國體）
內野手：詹明修（大同）、張皓緯（文化）、王正棠（台體）、俎品辰（開南）、楊岱均（國體）、詹偉宏（大同）
　　　　陳重廷（文化）、林　立（國體）、施冠勛（輔大）、岳東華（開南）、蘇智傑（文化）、王崇穎（國體）。
外野手：陳重羽（國體）、洪瑋漢（台體）、林勝傑（義守）、劉子銓（大同）、詹子賢（文化）、高淮安（開南）
　　　　曾子豪（遠東）、曹佑寧（輔大）。
※備註：原先入選的台體投手賴柏瑋因傷退出改由曹維揚遞補參賽。

## 例行賽成績
| 排名 | 球隊     | 應賽 | 已賽 | 取消 | 勝 | 敗 | 和 | 得分 | 失分 | 勝率 |
| 1    | 日職聯隊 | 16   | 16   | 0    | 9  | 5  | 2  | 110  | 67   | .643 |
| 2    | 麗寶中培 | 16   | 15   | 1    | 9  | 5  | 1  | 97   | 64   | .643 |
| 3    | 韓職聯隊 | 16   | 15   | 1    | 7  | 4  | 4  | 103  | 101  | .636 |
| 4    | 台啤中職 | 16   | 15   | 1    | 5  | 6  | 4  | 88   | 87   | .455 |
| 5    | 麗寶歐洲 | 16   | 15   | 1    | 1  | 11 | 3  | 65   | 134  | .083 |

- 2015/12/10因場地積水， 麗寶歐洲 vs  麗寶中培及 韓職聯隊 vs  台啤中職的二場賽事取消。

## 季後賽成績

### 季後挑戰賽
| 客隊     | 第1場 | 第2場  | 主隊     |
| 韓職聯隊 | 6 - 6 | 5 - 7  | 麗寶中培 |
| 台啤中職 | 0 - 7 | 5 - 11 | 日職聯隊 |

### 季軍賽
| 台啤中職 | 0 | 1 | 1 | 0 | 0 | 3 | 0 | 3 | 0  | 8 | 13 | 2 |
| 韓職聯隊 | 0 | 2 | 2 | 0 | 0 | 4 | 0 | 0 | 1X | 9 | 14 | 1 |
| 勝投： 金賢宇 敗投： 周磊 全壘打： 台啤中職：朱育賢（6局上，2分） 韓職聯隊：無 觀眾人數： 503人 比賽時間：3小時29分鐘 比賽總記錄 |   |   |   |   |   |   |   |   |    |   |    |   |

### 冠軍賽
| 麗寶中培 | 0 | 0 | 0 | 1 | 0 | 0 | 0 | 3 | 0 | 4 | 6 | 1 |
| 日職聯隊 | 0 | 2 | 0 | 0 | 0 | 0 | 0 | 0 | 0 | 2 | 8 | 1 |
| 勝投： 鄭鈞仁 敗投： 柿田裕太 救援成功： 廖任磊 全壘打： 麗寶中培：無 日職聯隊：無 觀眾人數： 1,650人 比賽時間：2小時43分鐘 比賽總記錄 |   |   |   |   |   |   |   |   |   |   |   |   |

## 最終排名
| 排名 | 隊伍     |
| ---- | -------- |
|      | 麗寶中培 |
|      | 日職聯隊 |
|      | 韓職聯隊 |
| 4    | 台啤中職 |
| 5    | 麗寶歐洲 |

## 外部連結
- 2015年亞洲冬季棒球聯盟在台灣棒球維基館上的頁面（繁體中文）
- 亞洲冬季棒球聯盟官方網站（页面存档备份，存于）